# Tablut
A Tablut kétszemélyes absztrakt stratégiai táblás játék. A lényege, hogy a tábla közepéről induló király eljusson a tábla bármelyik szélső mezőjére, ehhez az ellenséges katonáktól a testőrei próbálják megvédeni.
Ezt a lapp (számi) népi játékot Carl von Linné az 1730-as években Lappföldön folytatott tanulmányútján ismerte meg, majd hozta magával.
A játék a Tafl néven ismert, a középkori skandináv és szigeti kelta népek között számos variációban létező beszorítós játékok nagy családjába tartozik.

## Szabályok
Az egyik játékos a királyt a középső mezőre állítja, ez a király trónja, a lappok által használt szóval a konakisz. Nyolc testőre pedig a trón mellé, kereszt alakban sorakozik fel. Az ellenség 16 katonája négy osztagban a tábla szélén, a megjelölt alakzatban helyezkedik el.
A játékot a király egyik testőrének lépése nyitja meg. A játékosok felváltva lépnek egyet-egyet. A cél az, hogy a király figurája a tábla bármelyik szélső mezőjét elérje.
Minden bábu vízszintes vagy függőleges irányban léphet tetszés szerinti mezőt, eközben másik bábut nem ugorhat át (1). Másik bábut tartalmazó mezőre lépni nem lehet, közvetlen ütés a játékban nincs.
A konakisz tiltott mező. Miután a király elhagyta, egyetlen bábu sem léphet oda (2), a király sem (3). A többi mező mind egyenértékű, tekintet nélkül a táblán hagyományosan elhelyezett, gyakran díszes jelölésekre.
Bábu úgy üthető le, hogy két bábunkkal két oldalról szorosan közrefogjuk (4). A király nem harcol, az ő bábuja ütésben nem vesz rész (5). Egyszerre több ellenséges bábu is leüthető, ha a lépéssel egyidejűleg többet is közrefogunk egy-egy másik bábunkkal (6). Üthetünk úgy is, hogy egy ellenséges bábut a konakiszhoz szorítunk (7). Egymás mögött álló ellenséges bábuk nem üthetők le ebből az irányból (8), és a tábla széléhez szorítás sem elég az ütéshez (9). Ha egy bábu lép be két ellensége közé, akkor nem esik ki, ugyanakkor ő eközben akár ütést is hajthat végre (10).
Több lépési lehetőség közül nem kötelező az ütést eredményezőt választani.
A király elfogásához négy ellenséges katonának kell közrefognia (11), vagy háromnak a konakiszhoz szorítania (12). Ha a király fogságba esik, akkor a küzdelmet elveszítette.

(1)
(2)
(3)
(4)
(5)
(6)
(7)
(8)
(9)
(10)
(11)
(12)

"Rajcsi!"

Ha a királynak szabad útja nyílik a tábla széle felé, a játékos az ellenfelét hagyományosan a "Rajcsi!" szóval figyelmezteti, hasonlóan ahhoz, amikor a játékos "Sakk!"-ot mond. A képen a király a lépésével szökési lehetőséghez jut, de a kék bábu még elzárhatja az útját. Ha a királynak kétfelé is szabad útja nyílik, azt "Tujcsi!" kiáltással jelenti be, hasonlóan a sakkban használt "Matt!" szóhoz.

## Hasonló játékok
- Hnefatafl
- más Tafl (ejtsd: tavl, ónorvégül 'tábla') variációk, pl. Tawlbwrdd
- Szidzsa